# Pekka Koskela
Pekka Koskela (* 29. listopadu 1982 Mänttä) je finský rychlobruslař.
Na mezinárodní scéně debutoval 13. místem na Mistrovství světa juniorů 2000. Jako sprinter se poprvé představil na mítincích Světového poháru na začátku roku 2001. Prvního sprinterského světového šampionátu se zúčastnil v roce 2002, kde obsadil 34. místo. První medaili získal na Mistrovství světa na jednotlivých tratích 2005, kde v závodě na 1000 m dojel jako třetí. Zúčastnil se Zimních olympijských her 2006, na distanci 500 m byl desátý, na dvojnásobné trati skončil na 31. příčce. V sezóně 2006/2007 obsadil v celkovém hodnocení Světového pohár na tratích 500 m a 1000 m shodně třetí místo, kromě toho získal stříbro na sprinterském světovém šampionátu. Na zimní olympiádě 2010 dojel v závodě na 500 m na 33. příčce. Dalších úspěchů dosáhl v roce 2012, kdy vybojoval bronz na pětistovce na Mistrovství světa na jednotlivých tratích a byl druhý v celkovém pořadí Světového poháru v závodech na 500 m. Na sprinterském světovém mistrovství 2013 získal stříbrnou medaili. Zúčastnil se Zimních olympijských her 2014, kde se v závodě na 500 m umístil na 17. místě. Na Mistrovství Evropy 2018 získal stříbrnou medaili v týmovém sprintu. Startoval také na ZOH 2018 (500 m – 19. místo, 1000 m – 36. místo).